# Есек'єль Барко
Есек'єль Барко (ісп. Ezequiel Barco, нар. 29 березня 1999, Вілья-Гобернадор-Гальвес) — аргентинський футболіст, півзахисник  клубу «Спартак» (Москва).

## Клубна кар'єра
Народився 29 березня 1999 року в місті Вілья-Гобернадор-Гальвес. Барко починав займатися футболом в академії Хорхе Бернардо Гріффа в південній частині Росаріо. На початку 2015 року перейшов до молодіжної школи «Індепендьєнте» (Авельянеда).
28 серпня 2016 року дебютував у аргентинському чемпіонаті у поєдинку проти «Бельграно», вийшовши на заміну на 57-й хвилині замість Хесуса Мендеса. 11 вересня забив свій перший м'яч у професійному футболі, вразивши ворота «Годой Крус». З командою виграв Південноамериканський кубок 2017 року, при цьому Барко забив вирішальний гол у другій фінальній грі проти «Фламенгу».
19 січня 2018 року було офіційно оголошено про перехід Барко в клуб MLS «Атланта Юнайтед». Сума трансферу склала рекордні для північноамериканської ліги $15 млн. Через м'язову травму, отриману під час передсезонної підготовки, Барко пропустив початок сезону 2018 і дебютував в MLS 15 квітня в матчі проти «Нью-Йорк Сіті», вийшовши на заміну на 70-й хвилині замість Кевіна Краца. Рахунок своїм голам за «Атланту Юнайтед» відкрив 5 травня в матчі проти «Чикаго Файр». За підсумками сезону 2018 року виграв з командою MLS. Станом на 26 травня 2019 року відіграв за команду з Атланти 39 матчів в національному чемпіонаті.

## Виступи за збірну
Протягом 2017–2019 років залучався до складу молодіжної збірної Аргентини. На молодіжному рівні зіграв у 9 офіційних матчах.

## Статистика виступів

### Статистика клубних виступів
| Сезон                                  | Команда                                | Чемпіонат                              | Чемпіонат | Чемпіонат | Національний кубок | Національний кубок | Національний кубок | Континентальні кубки | Континентальні кубки | Континентальні кубки | Інші змагання | Інші змагання | Інші змагання | Усього | Усього |
| Сезон                                  | Команда                                | Ліга                                   | Ігор      | Голів     | Ліга               | Ігор               | Голів              | Ліга                 | Ігор                 | Голів                | Ліга          | Ігор          | Голів         | Ігор   | Голів  |
| -------------------------------------- | -------------------------------------- | -------------------------------------- | --------- | --------- | ------------------ | ------------------ | ------------------ | -------------------- | -------------------- | -------------------- | ------------- | ------------- | ------------- | ------ | ------ |
| 2016                                   | «Індепендьєнте» (Авельянеда)           | ПД                                     | 0         | 0         | КА                 | 1                  | 0                  | ПАК                  | 4                    | 0                    |               | -             | -             | 5      | 0      |
| 2016–17                                | «Індепендьєнте» (Авельянеда)           | ПД                                     | 30        | 4         | КА                 | 1                  | 0                  | ПАК                  | 2                    | 0                    |               | -             | -             | 33     | 4      |
| 2017–18                                | «Індепендьєнте» (Авельянеда)           | ПД                                     | 8         | 1         | КА                 | 1                  | 0                  | ПАК                  | 9                    | 2                    |               |               |               | 18     | 3      |
| Усього за «Індепендьєнте» (Авельянеда) | Усього за «Індепендьєнте» (Авельянеда) | Усього за «Індепендьєнте» (Авельянеда) | 38        | 5         |                    | 3                  | 0                  |                      | 15                   | 2                    |               | -             | -             | 56     | 7      |
| Усього за кар'єру                      | Усього за кар'єру                      | Усього за кар'єру                      | 38        | 5         |                    | 3                  | 0                  |                      | 15                   | 2                    |               | -             | -             | 56     | 7      |

## Титули і досягнення
- Володар Південноамериканського кубка (1): 2017
- Учасник символічної збірної року Південної Америки (1): 2017
- Переможець MLS: 2018
- Володар Суперкубка Аргентини (1): 2023
- Чемпіон Аргентини (1): 2023

Збірні
- Чемпіон світу: 2022
- Переможець Кубка Америки: 2021
- Бронзовий призер Кубка Америки: 2019